# 이탈리아-에티오피아 전쟁 (1887–1889년)

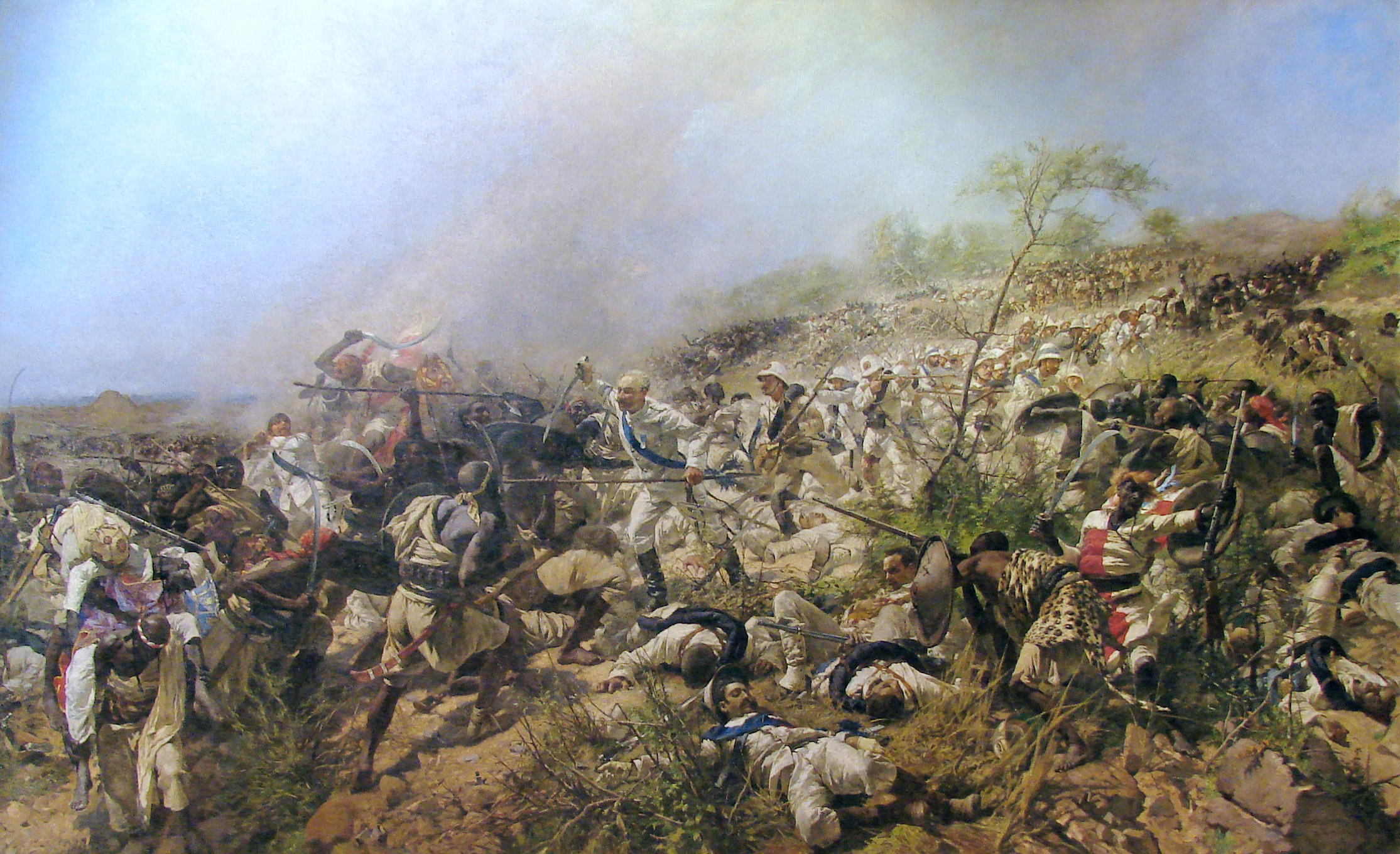

이탈리아-에티오피아 전쟁(1887년~1889년)은 이탈리아가 에리트레아를 식민지화하던 시기에 이탈리아 왕국과 에티오피아 제국 사이에 벌어진 비선포된 전쟁이었다. 분쟁은 에티오피아와 이탈리아 에리트레아 사이의 국경을 제한하는 우호 조약으로 끝났지만, 다른 해석으로 인해 또 다른 이탈리아-에티오피아 전쟁으로 이어지는 조항이 포함되어 있었다.
수단의 마흐디스트 봉기가 국경으로 퍼지면서 에티오피아는 양면 전쟁에 직면하게 되었다. 황제 요하네스 4세 역시 그의 강력한 가신들의 내부 저항에 직면해야 했다. 셰와의 메넬리크 왕은 1887년 10월 이탈리아와 중립 조약을 체결하기도 했다.
전쟁이 1887년 1월에 시작되었다는 데는 보편적인 합의가 있지만, 전쟁이 언제 끝났는지에 대해서는 역사가들마다 다르다. 어떤 사람들은 전쟁을 1887년으로 제한하고, 다른 사람들은 1889년 우찰레 조약까지 확장하고, 다른 사람들은 이를 1895~1896년의 이탈리아-에티오피아 전쟁과 결합하여 1887년부터 1896년까지 발생한 단일 분쟁으로 취급한다. 이 전쟁은 제1차 이탈리아-에티오피아 전쟁, 1895~1896년 전쟁을 제2차 이탈리아-에티오피아 전쟁이라고 부를 수 있다. 그렇지 않으면 날짜로만 식별될 수 있다.
이탈리아 역사학에서는 1885년부터 1896년까지의 모든 전투를 하나로 묶는 경향이 있다. 전투의 원래 이름은 아프리카 전쟁(Guerra d'Africa)이었으며, 이는 초기 이탈리아 식민지 야망의 광범위한 인식 범위를 나타내는 용어이다. 이탈리아 역사가 주세페 피날디(Giuseppe Finaldi)가 말했듯이, "이 전쟁은 게라 데리트레아(Guerra d'Eritrea) 같은 것이 아니라 아프리카 게라(Guerra d'Africa)라고 불린다."